# Santa Maria la Carità
Santa Maria la Carità község (comune) Olaszország Campania régiójában, Nápoly megyében, .

## Fekvése
Nápolytól 25 km-re délkeletre fekszik. Határai: Castellammare di Stabia, Gragnano, Pompei, Sant’Antonio Abate és Scafati.

## Története
Valószínűleg az oszkok alapították i. e. 900-ban. Földrajzi fekvése miatt (a Sarno folyó parti síkságán, az egykori Nápolyi Hercegséghez és Amalfi Köztársasághoz tartozó területek határán) gyakorta volt véres háborúk színtere. Életében fontos időszak a longobárdok fennhatósága, akik 574-ben foglalták el és az ezredfordulóig számos őrtornyot építettek a szaracén támadók elleni védelem biztosítására. Ezen tornyok egyikét alakították át a Santa Maria la Carità-templom harangtornyává. 1318-ban Anjou Róbert létrehozta a cancelleriai feudumot, amelyhez Santa Maria la Carità település is tartozott. A település 1978-ban lett önálló község.

## Népessége
A népesség számának alakulása:

## Főbb látnivalói
- Santa Maria la Carità-templom
- Santa Maria del Carmine-templom
- Madonna delle Grazie-templom